# ラオ・ベースボールリーグ
ラオ・ベースボールリーグ（英名:Lao Baseball League）とは、ラオス国内で行われている野球リーグである。

## 概要
ラオス国内の野球は、主に韓国の企業やKBOに支えられている。このリーグや球場もそれらによって管理されている。
ラオスには2012年まで野球は存在しなかった。最初の野球チームが誕生したのは2013年で、韓国人ボランティア約10人を動員し、首都の駐車場の1つで練習セッションを始めた後だった。歴史は浅いにもかかわらず、その進歩は目覚ましい。2015年ごろから、韓国球界史上初の三冠王であるイ・マンスが主導となり支援と指導を続けている。

## 加盟チーム
3チーム参加している。それぞれ男子チームと女子チームが存在している。
- Lao J Brothers
- Vientiane Secondary School
- National University of Laos Miracle